# 한국정보보호산업협회
한국정보보호산업협회(韓國情報保護産業協會, Korea Information Security Industry Association ; KISIA)는 정보보호산업의 건전한 발전 및 국가 산업 전반의 정보보호 수준 향상을 위하여 설립된 법정법인이다. 서울특별시 송파구 중대로 135(가락동 78) IT벤처타워 서관 14층에 위치하고 있다.

## 설립 근거
- '정보보호산업의 진흥에 관한 법률' 제24조

## 연혁
- 1997년 8월 정보보호산업협의회로 출범
- 1998년 11월 한국정보보호산업협회 법인등록 (정보통신부), ISK(주) 김성 사장 초대 회장 취임
- 1999년 10월 (주)시큐어소프트 김홍선 사장 제2대 회장 취임
- 2000년 8월 (주)시큐어소프트 김홍선 사장 제3대 회장 취임
- 2001년 8월 (주)데이터게이트인터네셔널 정용섭 사장 제4대 회장 취임
- 2003년 2월 (주)안철수연구소 안철수 사장 제5대 회장 취임
- 2004년 2월 시큐아이닷컴(주) 오경수 사장 제6대 회장 취임
- 2004년 9월 한국정보보호산업협회 법정법인 설립 인가(‘정보통신망이용촉진 및 정보보호 등에 관한 법률’ 제 59조의 2)
- 2005년 2월 윈스테크넷 김대연 대표 제7대 회장 취임
- 2007년 2월 니트젠 배영훈 사장 제8대 회장 취임
- 2008년 2월 닉스테크 박동훈 대표이사 제9대 회장 취임
- 2009년 9월 지식정보보안산업협회로 명칭 변경(‘정보통신산업진흥법’ 제 40조 제 18조)
- 2010년 2월 이글루시큐리티 이득춘 대표이사 제10대 회장 취임
- 2012년 2월 파수닷컴 조규곤 대표이사 제11대 회장 취임
- 2014년 2월 유넷시스템 심종헌 대표이사 제12대 회장 취임
- 2015년 12월 한국정보보호산업협회로 명칭 변경(‘정보보호산업의 진흥에 관한 법률’ 제 24조)
- 2016년 2월 시큐브 홍기융 대표이사 제13대 회장 취임
- 2018년 2월 한국통신인터넷기술㈜ 이민수 대표이사 제14대 회장 취임
- 2020년 2월 지니언스 이동범 대표이사 제15대 회장 취임

## 주요 업무
- 해외시장 진출지원

1. 해외 정보보호 전시회 참가 지원
2. 해외 정보보호 비즈니스 상담회 개최
3. 해외 정보보호시장 동반진출 협의체 운영
4. 해외 정보보호 동향 조사
5. 해외 정보보호 유관기관 협력

- 산업지원

1. 발주관행 모니터링
2. 정보보호사업 대가 현실화
3. 정보보호제품 인증제도 개선
4. 정보보호산업진흥 포털 운영
5. 데이터바우처 지원사업

- 조사연구

1. 정보보호 실태조사
2. 정보보호산업 실태조사
3. 정책 연구과제 추진
4. 산업동향 보고서 발간
5. 정보보호 전문인력

- 양성지원

1. 민간기업 맞춤형 뉴딜일자리사업 운영
2. 지역산업맞춤형 일자리 창출 지원 사업 운영
3. ICT산업 기반 전문인력 양성 사업 운영
4. 정보보호 및 블록체인 분야 NCS 개발·개선
5. 정보보호 취업박람회 운영
6. 정보보호산업 재직자 교육 지원

- 회원사 교류협력 지원

1. 국방 보안 컨퍼런스
2. 정보보호의 날 제품 전시회
3. 금융정보보호 컨퍼런스
4. 정보보호 산업인의 밤

- 기업애로해결센터

- 기업 당면 문제해결, 공유 및 정책 개선

## 조직

### 회장
- 정보보호정책위원회
- 정보보호스타트업포럼
- 정보보호서비스전문위원회
- 블록체인전문위원회
- 융합보안전문위원회
- 보안관제전문업체발전협의회
- 컨설팅전문업체협의회
- 영업본부장협의회
- 기술개발협의회

#### 사무국
- 경영기획팀
- 홍보협력팀
- 산업진흥팀
- 조사연구팀
- 글로벌협력팀
- 교육개발팀
- 교육운영팀
- 동향분석팀
- 정책연구팀

## 관련 규정
- 정보보호산업의 진흥에 관한 법률 제24조(한국정보보호산업협회의 설립)

1. 정보보호산업에 관련된 사업을 경영하는 자는 정보보호산업의 건전한 발전과 국가산업 전반의 정보보호 수준의 향상을 위하여 과학기술정보통신부장관의 인가를 받아 한국정보보호산업협회(이하 이 조에서 "협회"라 한다)를 설립할 수 있다.  <개정 2017. 7. 26.>
2. 협회는 법인으로 한다.
3. 협회의 인가 절차, 사업 및 감독 등에 관하여 필요한 사항은 대통령령으로 정한다.
4. 협회에 관하여 이 법에서 정한 것을 제외하고는 「민법」 중 사단법인에 관한 규정을 준용한다.

## 같이 보기
- 과학기술정보통신부